# كينجي كيتا
كينجي كيتا (باليابانية: 喜多 健二) (28 مايو 1970 في كيوتو في اليابان – )؛ هو لاعب كرة قدم سابق كان يلعب كمدافع.